# Union Aerospace Corporation
A Union Aerospace Corporation ou UAC é uma megacorporação da série de jogos Doom criada pela id Software. Seu foco é primariamente sistemas de armas, contratos de defesa, indústria aeroespacial, biotecnologia, exploração espacial e outras empreitadas científicas. Da introdução de Doom 3:
| “ | A Union Aerospace Corporation é a maior entidade corporativa existente. Originalmente se focando em armas e contratos de defesa, novas empreitadas expandiram para pesquisa biológica, exploração espacial e outras explorações científicas. Com fundos ilimitados e a habilidade de executar pesquisas fora das obrigações morais e legais, a UAC controla as mais avançadas tecnologias jamais imaginadas. | ” |

## História
Originalmente, a história de Doom era um pouco diferente da versão final usada em Doom e Doom II. A história original se desdobrava em uma base militar, localizada em um planeta alien chamado Tei Tenga. A organização gerenciando ela se chamava UAAF (United Aerospace Armed Forces), enviada para proteger a instalação. A UAC era mencionada apenas em algumas notas, sua importância era um tanto que reduzida, se focando apenas em seu lado militar.

## DoomeDoom II
O primeiro Doom colocou as bases da UAC em Marte e suas duas luas, Deimos e Fobos. As bases de pesquisa em desenvolvimento em Fobos e Deimos eram usadas primariamente para o tratamento de lixo radioativo, antes de portais para teleporte serem instalados juntando as duas.
As instalações de pesquisa da UAC eram construídas perto de antigas ruinas (as Anomalias) que a UAC descobriu que poderiam ser usadas para teleportar objetos entre as duas luas. Voluntários humanos enviados pelos portais ou desapareceram, ou sofreram problemas mentais seguidos de morte pela explosão de seus corpos.
É de se notar que a descoberta das Anomalias e sua eventual conversão para um portal interdimensional aparentemente é mais resultado de negligencia e ignorância do que malícia.
O papel da UAC em Doom II foi drasticamente reduzido, apesar de caixas com o logo da UAC ainda serem encontradas, a companhia não tem participação na história do jogo, além do fato dela ter feito as pesquisas originais em Doom e iniciado uma invasão demoníaca na Terra. A UAC aparece novamente nas duas história da Final Doom. Em TNT: Evolution ela conduz mais experimentos de teleporte, mas sob estrita supervisão militar. Demônios invadindo pelo portal eram imediatamente destruídos. Porem, os demônios escolheram atacar em uma nave, derrubando as defesas da UAC. Em Plutonia, cientistas da UAC desenvolvem um acelerador quantico para fechar os portais que os demônios estão criando. O aparelho funciona perfeitamente, mas é lento e os demonios acabam por vencer de qualquer maneira.

## Doom 3
Remontando a história do primeiro Doom, o jogo recebeu um grande reconstrução, desenvolvendo a história em detalhadas e realisticas cenas. Maior foco foi colocado na importância da pesquisa desenvolvida pela UAC pela divisão Delta Labs, especialmente nas pesquisas desenvolvidas por Malcolm Betruger. Uma grande quantidade de pesquisa da UAC é voltada para teleportação, que era conduzida em segredo. Enquanto o jogador progride, nota-se que a UAC chegou até mesmo capturar espécimes da dimensão que ela descobriu durante os experimentos.

## Filme Doom
A UAC tem um papel no filme Doom, mas suas ambições e trabalho científico são diferentes das do jogo, focando em pesquisa genética em vez de teleporte.

## Pesquisa e Tecnologia
Pelo Doom 3, referencia são feitas das pesquisas que a UAC desenvolve, através de emails, logs de audio e discos de vídeo. Eles vão desde vídeos informativo sobre a base da UAC até instruções sobre as ultimas armas da UAC, como a BFG9000.
Apesar da companhia ser tecnologicamente avançada, o complexo da UAC é mal projetado e está em estado de caos. Atrás de seu perfeito moderno lado exterior, existe uma quantidade incontável de fios expostos, canos vazando e outros sistemas a ponto de quebra. Para um efeito mais sadistico durante o jogo, um dos vídeos menciona que eles jogam vapor de agua e oxigênio pelas paredes da instalação através de canos escondidos, servindo de tática para assustar o jogador.
A UAC faz uso de sua base em Marte para conduzir experimentos fora da moral e obrigações legais, de acordo com o texto introdutório  do jogo. Presumidamente eles estão muito longe da Terra para serem monitorados pelas autoridade terrestres, e sua força corporativa fornece uma substancial força política.
Nem todas as pesquisas sendo conduzidas na base foram aprovadas pela sua mesa de diretores. Malcolm Betruger faz experimentos não sancionados com a tecnologia de teleportes, o que ocasiona eles mandarem um inspetor de auto nível com um guarda-cortas pesadamente armado depois que Dr. Elizabeth McNeil informou os diretores do perigo que o doutor é. Ela foi transferida para terra forçadamente por Betruger (e de forma abrupta, julgando do fato que ela deixou seu PDA no escritório) antes dos eventos do jogo, por mostrar excesso de interesse por suas pesquisas.